# Хокеј на леду на Зимским олимпијским играма 2010.
Такмичења у хокеју на леду на Зимским олимпијским играма 2010. у Ванкуверу одржана су од 13. до 28. фебруара, дворанама Канадска хокеј дворана и Зимски спортски центар УБК.

## Промене на хокејашком турниру
Такмичења у хокеју на леду су се одржавала у Роџерс арени у којој игра НХЛ екипа Ванкувер канакси. Име дворане за време игара је преименовано у Канадска хокеј дворана због тога што на олимпијским играма није дозвољено корпоративно рекламирање. По први пут у историји олимпијских игара утакмице су се играле на терену величине 61x26 метара (као у НХЛ-у) уместо досадашњих 61x30 метара што су прописане димензије ван НХЛ-а. Ова одлука је уштедела организаторима 10 милиона долара (избегнуте преправке терена) али је и омогућила већи капацитет дворане.

## Нови систем такмичења
Хокејашки турнир у мушкој конкуренцији је почео само два дана након почетка паузе у НХЛ-у, а управо на захтев НХЛ клубова смањен је број утакмица у прелиминарном кругу на само три. На турниру учествује 12 екипа које су биле подељене у 3 групе од по четири екипе. Након одигране три утакмице екипе су према броју освојених бодова рангиране од првог до дванаестог места тако да су најуспешније четири осигурале директан пласман у четвртфинале док су преосталих осам разигравале за четири преостала места (5-12, 6-11, 7-10, 8-9). Таквим системом играло се зато што репрезентације нису имале припреме због обвеза њихових играча у НХЛ-у, па је тај први део по групама служио за загрејавање. На турниру су први пут судила четворица судија.
Турнир у женској конкуренцији је одржан по истом систему као и раније. Учествовало је 8 екипа, подељених у две групе. У групи је играо свако са сваким по једну утакмицу. Две првопласиране екипе из обе групе играле у полуфиналу унакрсно (А1-Б2, А2-Б1). Победнице су играле у финалу, а поражене су играле меч за треће место. Треће и четврте из група су по истом систему играле за пласман од 5 до 8 места.

## Освајачи медаља и коначни пласман
| Дисциплина      | Злато | Сребро | Бронза | 4   | 5   | 6   | 7   | 8   | 9   | 10  | 11  | 12  |
| --------------- | ----- | ------ | ------ | --- | --- | --- | --- | --- | --- | --- | --- | --- |
| Мушкарци детаљи | КАН   | САД    | ФИН    | СВК | ШВЕ | РУС | ЧЕШ | ШВА | БЛР | НОР | НЕМ | ЛЕТ |
| Жене детаљи     | КАН   | САД    | ФИН    | ШВЕ | ШВА | РУС | КИН | СВК |     |     |     |     |

## Биланс медаља
| Пласман | Екипа                     | Злато | Сребро | Бронза | Укупно |
| 1       | Канада                    | 2     | 0      | 0      | 2      |
| 2       | Сједињене Америчке Државе | 0     | 2      | 0      | 2      |
| 3       | Финска                    | 0     | 0      | 2      | 2      |
|         | Укупно (3)                | 2     | 2      | 2      | 6      |

## Спортски објекти
| Канадска хокеј дворана                                   | Зимски спортски центар УБК                                   |
| -------------------------------------------------------- | ------------------------------------------------------------ |
| Капацитет: 18.810                                        | Капацитет: 6.800                                             |
| Поглед споља                                             |                                                              |
| Поглед унутра                                            | Поглед унутра                                                |
| Већина мечева мушког турнира, завршни део такмичења жена | Групе и утакмице за пласман код жена, две утакмице мушкараца |